# Józef Hurwic
Józef Hurwic, né le 23 mai 1911 à Varsovie et mort le 27 juillet 2016 à Paris 14e, est un physico-chimiste, historien des sciences et vulgarisateur scientifique franco-polonais.

## Biographie
Après les études de chimie, il devient en 1933 assistant à l’École polytechnique de Varsovie et commence des recherches sur les diélectriques. Réfugié en URSS pendant la Seconde Guerre mondiale, il intègre l’Armée rouge en juin 1941 puis, entre 1942 et 1945, participe comme ingénieur aux recherches sur la production de carburants liquides à partir du goudron de bois dans l’Oural. Il rentre en Pologne en 1947.
En 1951, Hurwic obtient son doctorat de chimie (Utilisation des solutions saturées de l’eau dans le benzène et dans le tétrachlorure de carbone comme solvants dans les mesures du moment dipolaire). Maître assistant à l’École polytechnique de Varsovie à partir de 1948, puis professeur, il est élu doyen de la faculté de chimie en 1962. Il est président de la Société polonaise de chimie (1964-1969), membre de la Société chimique de France (à partir de 1960), de la Société de chimie physique (depuis 1970), membre de la direction du conseil national polonais pour l’utilisation pacifique de l’énergie nucléaire (1958-1968), membre du jury du prix Kalinga de l’UNESCO pour la vulgarisation de la science (1965-1967), membre de l’Académie européenne des sciences, des arts et des lettres et de l'Académie des sciences, agriculture, arts et belles-lettres d'Aix.
Ses recherches, commencées dans les années 1930, concernent essentiellement les diélectriques : perfectionnement des techniques de mesure de la constante diélectrique, détermination du moment dipolaire en relation avec la structure des molécules, interactions moléculaires dans les mélanges liquides. Parallèlement, il s’intéresse à l’histoire des sciences, en particulier de la radioactivité et de la physique nucléaire (notamment Marie Curie et Kazimierz Fajans) ; il est également l’auteur de plusieurs travaux concernant la méthodologie de l’enseignement scientifique.
Dès 1948, il codirige le mensuel de vulgarisation scientifique Problemy dont il devient le rédacteur en chef en 1959 ; extrêmement populaire, la revue atteint le tirage de 130 000 exemplaires dans les années 1960. Hurwic est également membre des rédactions d’une dizaine de revues scientifiques polonaises, créateur et éditeur de nombreuses publications encyclopédiques.
À la suite des événements de mars 1968 en Pologne, il est démis de ses fonctions de doyen, puis de professeur et contraint de quitter la Pologne en 1969. Invité par le gouvernement français, il s’établit à Marseille où il devient professeur associé à l’université de Provence (faculté des sciences Saint-Charles) ; il crée et dirige le laboratoire de chimie des diélectriques. Il prend sa retraite en 1979 mais continue à enseigner la chimie en Premier Cycle d'études médicales (PCEM) à la faculté de médecine la Timone jusqu’en 1987.
Il est auteur d’une centaine de publications scientifiques (chimie physique et physique), environ 500 publications en histoire des sciences et plusieurs livres. Il a reçu de nombreux prix et décorations polonais.
Il meurt à Paris le 27 juillet 2016.

## Distinctions
- Officier de l'ordre Polonia Restituta